# 三山宏
三山宏（日语：三山ひろし，1980年9月17日—）是一名日本男性演歌歌手，出生於四國高知縣南國市，原名恒石正彰。目前所屬唱片公司為日本皇冠。

## 簡歷
三山宏於10歲時經歷雙親離婚，父親離開家庭，他與母親、弟弟及祖父母一同生活。為減輕母親的負擔，三山於中學時代已開始兼職送報紙以幫助生計。高中畢業後，於南國市的加油站中任職，受到祖母的鼓勵，以及祖父母一直對演歌的興趣，三山與他們一同前往詩吟教室學習，漸漸亦對演歌產生力興趣。
2004年1月，以本名「恒石正彰」參加於土佐清水市舉行、著名歌唱比賽《NHK揚聲歌唱》高知縣選拔賽，憑演唱冰川清志的《白雲之城》而赢得冠軍，並於同年3月的2003年度總比賽中出場。
25歲從原來公司離職，一人前往東京尋求發展機會，結果於演歌歌手松前弘子所開設的歌廊餐廳當侍應生。及後，得到了松前的丈夫、作曲家中村典正的發掘，正式成為其門生並跟隨學習歌藝。中村為他起了藝名「三山宏」，以代表其出身地高知縣被三邊皆被山所包圍。
2007年7月於「日本皇冠創立45周年記念新人面試大會」中獲得第二名（冠軍為櫻井久美子）。2009年發表出道單曲「人戀酒場」，一年後「人戀酒場」錄得超過10萬的銷售量，令他獲得首張金唱片；2011年於第53回日本唱片大獎中獲頒發「日本作曲家協會奬勵賞」；2012年，其第5張單曲「男人的謊言」首度於Oricon公信榜演歌部中得到第1位、周間總榜第21位。2013年5月，獲高知市委任為「迎夜親善大使」，負責向全國推廣高知夜來祭的宣傳活動。
2015年，憑一曲《岩木山》大熱，推出後7個月即錄得超過10萬張的銷售量，繼《人戀酒場》後再次獲得金唱片，亦使他在多個頒獎禮中受賞，包括第48回日本作詞大賞優秀作品獎、第48回日本有線大賞有線音樂優秀賞、第57回日本唱片大賞優秀作品賞等，也讓他首次入選NHK紅白歌合戰。

### 軼事
三山宏是劍玉的愛好者，本身亦是日本劍玉協會的會員，並已獲得四段資歷及檢定二級指導員資格

。曾在演唱會及紅白歌合戰中表演過劍玉，因而有「劍玉演歌歌手」的稱呼。2016年，更出版了劍玉教本，因而被日本劍玉協會任命為「劍玉大使」。2017年第68回NHK紅白歌合戰中，在演唱歌曲的同时尝试挑战124人连续完成剑玉的吉尼斯世界纪录，可惜因14号选手失误而宣告挑战失败。
2018年的第69回紅白歌合戰上再次挑战124人连续完成剑玉成功。自此，每年的紅白歌合戰皆進行了劍玉挑戰環節，最新紀錄於2022年第73回中創造，以127人完成。
2012年與師傅中村典正的次女結婚，現時育有長女及次男。
另外，他的聲線給予聽眾活力和富有生命力，因此亦被冠以「維生素聲音」的稱號。

## 作品

### 單曲
|   | 開售日期      | 名稱                                  | Oricon公信榜最高排名                                    |
| - | ------------- | ------------------------------------- | ------------------------------------------------------- |
| 1 | 2009年6月3日  | 人戀酒場                              | 17、上榜57週                                            |
| 2 | 2010年6月2日  | 酒場的醉等                            | 20、上榜24週                                            |
| 3 | 2011年3月2日  | 港町的斷腸調                          | 23、上榜18週                                            |
| 4 | 2011年11月2日 | 生為女人                              | 22、上榜49週                                            |
| 5 | 2012年11月7日 | 男人的謊言                            | 21、上榜63週                                            |
| - | 2013年6月26日 | 男人的謊言（出道5週年記念生產限定盤） |                                                         |
| 6 | 2014年2月5日  | 菖蒲雨情                              | 19、上榜51週                                            |
| 7 | 2015年2月11日 | 岩木山                                | 13 2015年度總排名第82位，演歌、歌謠曲中獲最高年度排名。 |
| 8 | 2016年2月3日  | 四萬十川                              | 11 ，演歌、歌謠曲中排名第1。                            |

### 大碟
|   | 開售日期      | 名稱                                          | Oricon公信榜最高排名 |
| - | ------------- | --------------------------------------------- | -------------------- |
| 1 | 2010年3月3日  | 繼續歌唱！昭和的流行歌 （歌い継ぐ!昭和の流行歌）                   | 187                  |
| 2 | 2011年2月2日  | 繼續歌唱！昭和的流行歌II （歌い継ぐ!昭和の流行歌II）                 | 252                  |
| 3 | 2012年2月8日  | 繼續歌唱！昭和的流行歌III （歌い継ぐ!昭和の流行歌III）                | 171                  |
| 4 | 2013年2月6日  | 繼續歌唱！昭和的流行歌IV （歌い継ぐ!昭和の流行歌IV）                 | 160                  |
| 5 | 2013年7月3日  | 緣歌集 三山宏 〜唱出恩師・中村典正的歌〜 （縁歌集 三山ひろし 〜恩師・中村典正を唄う〜） | 215                  |
| 6 | 2014年1月8日  | 繼續歌唱！昭和的流行歌V （歌い継ぐ!昭和の流行歌V）                  | 128、上榜3週         |
| 7 | 2014年6月4日  | 股旅演歌名曲集                                | 90、上榜4週          |
|   | 2014年11月5日 | 三山宏 First Best 〜菖蒲雨情・人戀酒場〜 （三山ひろし ファースト・ベスト 〜あやめ雨情・人恋酒場〜） | 60、上榜23週         |
| 8 | 2015年5月13日 | 繼續歌唱！昭和的流行歌VI （歌い継ぐ!昭和の流行歌VI）                 | 64                   |

### 映像作品
|   | 開售日期     | 名稱                                     | 備註        |
| - | ------------ | ---------------------------------------- | ----------- |
| 1 | 2012年9月5日 | 三山宏 First Concert 〜演歌的晚上〜 （三山ひろし ファーストコンサート 〜演歌の夜明け〜） |             |
| 2 | 2014年9月3日 | 三山宏五週年演唱會 in 五反田 U-Port （三山ひろし 5週年コンサート in 五反田ゆうぽうと） | 68、上榜4週 |

## 出演
- 爛漫（2023年4月3日 - ，NHK）：飾演 濱村義兵衛

## NHK紅白歌合戰出場紀錄
| 年度/回數     | 出場次數 | 曲目                               | 出演次序 | 對戰歌手 | 備註 |
| ------------- | -------- | ---------------------------------- | -------- | -------- | ---- |
| 2015年/第66回 | 初       | 岩木山                             | 3/26     | 乃木坂46 |      |
| 2016年/第67回 | 2        | 四萬十川                           | 3/23     | 櫸坂46   |      |
| 2017年/第68回 | 3        | 男子的流仪〜通往剑玉世界记录之路〜 | 3/23     | SHISHAMO |      |

## 外部連結
- 三山宏官方網站（日語）
- 三山宏公式部落格（页面存档备份，存于）（日語）